# Hedmark megye

Hedmark elhelyezkedése Norvégiában.

Hedmark Norvégia egyik megyéje (norvégül fylke) az ország délkeleti Østlandet földrajzi régiójában.
Közigazgatási központja a 27 593 lakosú (2006) Hamar. Legjelentősebb városai Hamaron kívül Kongsvinger, Elverum és Tynset. Hedmark Norvégia 19 megyéje közül a harmadik legnagyobb, területe 27 397 km² (több mint háromszorosa a legnagyobb magyar vármegye, Bács-Kiskun területének.) Lakossága 197 406 fő (2019. jan. 1.) (Norvégiában a 11., csak mintegy négyötöde a legkevésbé népes magyar vármegye, Tolna népességének). 
Három hagyományos régiója Hedmarken, Østerdalen és az Odalen és Vinger régiókat is tartalmazó Solør.

## Neve
Nevének óészaki nyelvű alakja Heiðmörk. Ennek előtagja, a heiðnir egy germán törzs neve. Utótagja, a mörk jelentése „erdős vidék, határvidék”). 1919-ig neve nem Hedmark fylke, hanem Hedemarkens amt volt.

## Földrajz
Hedmark Østlandet északkeleti része. Határos Svédország Dalarna és Värmland megyéivel. Norvég szomszédai Sør-Trøndelag, Oppland és Akershus megyék. Oppland megyével együtt egyedülállók abban a norvég megyék közt, hogy nincs tengerpartjuk.
Legnagyobb tavai a Femunden és a Mjøsa. A megyén keresztülhalad Norvégia legnagyobb folyója, a Glomma.
Földrajzilag a következő területekre osztható: a Mjøsától keletre Hedmarken, Elverumtól északra Østerdalen és Elverumtól délre Glåmdalen.
Hedmark Norvégia egyik legkevésbé urbanizált vidéke. Lakosainak mintegy fele nem városokban él. A népesség főleg a Mjøsa, Norvégia legnagyobb tavától délkeletre elterülő mezőgazdasági vidéken koncentrálódik.
Norvégia faszükségletének legnagyobb részét Hedmark szolgáltatja. A fát hagyományosan a Glomma folyón úsztatták le a tengeren, ma teherautókon és vonaton szállítják.

## Történelem
A kora vikingkorban, a Széphajú Harald (kb. 850 – kb. 933) előtti időkben Hedmark kis királyság volt. Királyai közül néhány:
- Halfdan Hvitbeinn
- Sigtryg Eysteinsson
- Eystein Eysteinsson, Sigtryg bátyja
- Halfdan the Black, Harald király apja, aki Sigtryg és Eystein legyőzése után lett Hedmark királya.

Hedmark eredetileg a nagy Akershus amt (megye) része volt, de 1757-ben Akershusról leválasztották Oplandenes amtot, amit aztán 1781-ben kettéválasztottak: Hedemarkes amtra, a mai Hedmark megye elődjére, illetve Kistians amtra (a mai Oppland megye).

## Címere

Hedmark címere.

Címere 1987-ben született, három barkespader nevű fakérgező szerszámot mutat.

## Önkormányzat és közigazgatás

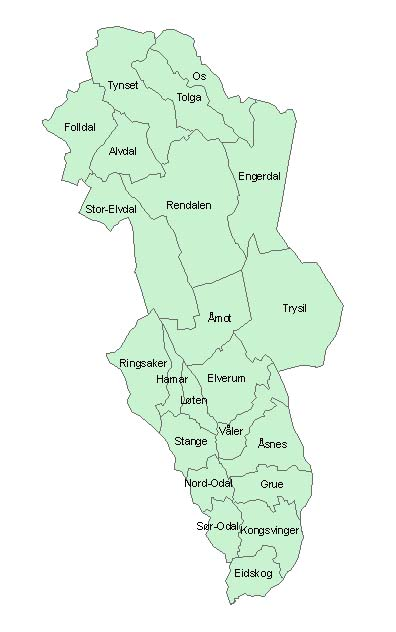
Hedmark községei.

Hedmarkhoz a következő 22 község tartozik:
- Alvdal
- Eidskog
- Elverum
- Engerdal
- Folldal
- Grue
- Hamar
- Kongsvinger
- Løten
- Nord-Odal
- Os
- Rendalen
- Ringsaker
- Stange
- Stor-Elvdal
- Sør-Odal
- Tolga
- Trysil
- Tynset
- Våler
- Åmot
- Åsnes

## Sport
Hedmark volt az 1994-es téli olimpia helyszíne.